# Impatiens glandulosa
Impatiens glandulosa är en balsaminväxtart som beskrevs av Tardieu. Impatiens glandulosa ingår i släktet balsaminer, och familjen balsaminväxter. Inga underarter finns listade i Catalogue of Life.